# Na Balada
Na Balada é o terceiro álbum ao vivo e segundo DVD do cantor sertanejo Michel Teló. O álbum foi gravado durante a turnê Fugidinha Tour em uma série de cinco apresentações em cidades diferentes, realizadas em 25 de setembro a 4 de outubro de 2011. Foi lançado em dezembro de 2011 pela gravadora Som Livre no Brasil e em janeiro de 2012 internacionalmente pela Universal Music. Foi gravado por Fernando Hiro e teve a direção de Junior Jacques, que de acordo com a crítica em termos de imagem foi o melhor álbum ao vivo do ano.
Em 12 de março de 2012 o cantor assinou um contrato para com Simon Cowell do selo Syco Music, uma subsidiária da Sony Music para lançar os álbuns do cantor na Irlanda e Inglaterra. O álbum chegou a segunda posição no chart da ABPD, e conseguiu as dez primeiras posições em vários países europeus, sendo certificado de platina pela Associação Fonográfica Portuguesa e ouro pela ZPAV. O álbum já vendeu mais de 1,5 de cópias em todo mundo.

## Antecedentes e gravação
Em etrevista a Billboard Brasil Michel falou sobre seu próximo CD. Ele falou que também irá regravar músicas das duplas Milionário e José Rico, Chitãozinho e Xororó e Matogrosso e Mathias.
| “ | “Estamos com sete músicas prontas. O disco vai ser nessa mesma linha que eu gosto de cantar”. | ” |

Após o êxito comercial do single "Ai Se Eu Te Pego" que até então não estava incluído em nenhum de seus álbuns Michel anunciou a gravação de um novo DVD que conta com canções inéditas, no estilo atual. Foi gravado em 5 cidades diferentes Curitiba, na Woods (25 de setembro), em São Paulo, na Woods (28 de setembro), em Camboriú, também na Woods (30 de setembro), e em Goiânia, no Santa Fé (4 de outubro). Na ultima etapa em Ribeirão Preto contou com a participação de João Bosco & Vinícius para interpretar a canção "Ei, Psiu! Beijo Me Liga" juntamente com Teló.

## Arte da capa
A capa oficial do CD e DVD tem arte desenvolvida pela Agência Digital ICOMP®, que orgulhosamente participou de algumas etapas de divulgação dessa turnê. A criação da arte foi baseada exatamente no clima festivo dos shows do cantor na gravação em baladas por todo o Brasil. As apresentações tiveram grande produção, sempre com muitas cores, luzes e performances marcadas pelo visual extravagante de Michel. É essa energia que ficou registrada na capa deste lançamento. Durante a gravação, a agência criou vários outros materiais: banners, cartazes e anúncios, além da arte do ônibus “Balada Móvel” que rodou o país transportando toda a equipe do cantor aos shows.

## Sonoridade
O álbum tem diversos gêneros musicais com misturas de sertanejo, música eletrônica e música pop. O single "Ai Se Eu Te Pego" é uma mistura de pop e sertanejo. Humilde Residência é uma mistura de sertanejo e samba. Segundo o portal G1 a faixa traz dance pop. "Eu te amo e open bar" é o primeiro trabalho do ex-cantor do Grupo Tradição mais voltado para a eletrônica, ou o "housenejo", que mistura sertanejo e house music.A música é composta apena de uma levada de sanfona, batidas que fazem lembrar "poperôs" e a repetição da frase "Tudo que eu quero ouvir: eu te amo e open bar". Mostrando o apreço de Teló pelo pop romeno "Stereo Love", gravada por Edward Maya e conhecida por um solo de sanfona. "Dragostea din Tei", da banda O-Zone, é outro sucesso vindo da Romênia e com arranjo parecido. No Brasil, foi popularizada por meio da versão "Festa no apê", de Latino.

## Divulgação

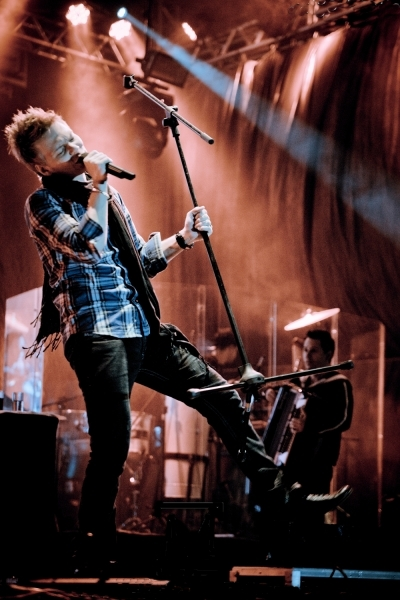
Michel apresentando a canção Ai Se Eu Te Pego! na gravação do DVD.

Michel lançou 3 videoclipes das canções "Ai Se Eu Te Pego", "Humilde Residência", e "Eu Te Amo e Open Bar" ao longo do segundo semestre de 2011. Em 4 de dezembro de 2011, o cantor fechou contrato com a Universal Music da França para divulgar o disco no país. Em 12 de dezembro de 2011, Teló revelou a revista Quem que estava com shows agendados em Portugal, Itália, Suíça, Inglaterra e Espanha. A turnê além de passar pela Europa vai passar pela América Latina e terá encerramento no Brasil. Para o lançamento nacional, Teló irá participar do programa Domingão do Faustão da Rede Globo em 18 de dezembro de 2011.
| “ | Ia ter férias, mas marcamos turnê na Europa e nos EUA. Vamos preparar um show especial. Estou viajando com um professor de espanhol na turnê. Vamos cantar uns sucessos em espanhol de lá, devo fazer 'Ai se eu te pego' em inglês. Estamos fechando um contrato com uma gravadora, para fazer um trabalho lá fora. | ” |

O show oficial de lançamento do DVD aconteceu na Villa Country, em São Paulo, no dia 22 de dezembro, a cada meia-hora de apresentação o show era coroado com sucessos consagrados da música não apenas brasileira. Teló fez covers de Tim Maia, Black Eyed Peas, Adele e Pablo Alborán, mas o público foi a loucura quando ele interpretou a canção Ai Se Eu Te Pego. O show começou  por volta das 8 da noite para um público estimado em 6 mil pessoas. Luzes coloridas e grandes telões garantiam o clima de balada da apresentação. O show foi transmitido online pela UOL.

### Digressão
Em 2 de dezembro, o artista disse em entrevista ao IG, que seu irmão e empresário Teófilo, estava nos Estados Unidos acertando uma turnê. Disse também que está planejando gravar uma versão em inglês de seu sucesso Ai Se Eu Te Pego. Em 12 de dezembro de 2011, Teló revelou a Quem que estava recebendo convites para tocar em Portugal, Itália, Suíça, Inglaterra e Espanha. Depois confirmou que estava com shows agendados na Europa, com 12 shows em sete países. A turnê teve 12 shows apenas no mês de janeiro, e passou por três das cinco regiões brasileiras. Ainda teve um show extra no "Verão Show Guarujá" com Ivete Sangalo no dia 6 de janeiro, com público de 12 mil pessoas. No dia 26 de janeiro participou de um festival exclusivo para a gravação de um dvd da banda Raça Negra juntamente com Belo, Alexandre Pires e Amado Batista. O show aconteceu no Atlanta Music Hall e dará origem ao próximo DVD do grupo, que será lançado ainda em 2012. O show em Formosa teve o maior público da turnê até o momento, estimado em cerca de setenta mil pessoas. Segundo os jornais e sites argentinos, o tráfego de carros na estrada que liga a cidade vizinha foi impactante algumas horas antes do show. Milhares e milhares de jovens e adolescentes ocupavam os carros, muitas vezes parados por causa do trânsito, ouvindo as músicas do artista, um dia antes o artista recebeu single de platina séptuplo, pelas vendas significativas do hit “Ai Se Eu Te Pego.

### Singles
- "Ai Se Eu Te Pego" foi lançado como primeiro single e se tornou um sucesso nacional alcançando a primeira posição no Hot 100 Airplay.[33] Com performances de jogadores de futebol conseguiu sucesso internacional atingindo a primeira posição em Portugal, na Espanha, Suiça, Áustria, Suécia, Países Baixos, Bélgica e Itália.[34][35][36][37][38][39][40][41] O videoclipe conseguiu um recorde, ao ser a canção brasileira com maior número de visualizações do Youtube, com mais de 600 milhões de acessos.[42]
- Humilde Residência será o segundo single do álbum. Michel cantou pela primeira vez em entrevista ao portal R7, a canção é uma mistura de sertanejo e samba.[13] O videoclipe estreou em 9 de dezembro de 2011, através do seu twitter oficial.[43]

## Recepção da crítica
| Críticas profissionais | Críticas profissionais |
| Avaliações da crítica  | Avaliações da crítica  |
| Fonte                  | Avaliação              |
| ---------------------- | ---------------------- |
| Jornal Extra           | (Regular)              |
| G1                     | (Positiva)             |
| Terra                  | 9.5 de 10 estrelas.    |

Para Fernanda Laskier, do jornal carioca Extra, o lourinho paranaense pratica um esperto jogo de morde-e-assopra: enquanto posa de pop (o que ele é mesmo, sabiamente evitando as vozes dissonantes em terça que tanto incomodam ouvidos não acostumados), não deixa de tecer loas à música sertaneja. As sanfonas de Sagui e Willian Santos estão sempre à frente, e surge um medley com Telefone mudo e Boate azul (dois ita-standards no repertório do pessoal de chapelão), acompanhado em coro pelo povo de Ribeirão Preto. Afora a incursão pelo sertão roots e exceções como Eu Te Amo e Open Bar (que é puro refrão e batida dançante misturada à sanfona, lembrando On the floor, versão de Jennifer Lopez para o clássico da lambada "Chorando se foi", do Kaoma) e a pérola ita-pagodesca "Fugidinha", Teló tem duas categorias de músicas: as mais dançantes, como "Ai Se Eu Te Pego" — que no momento é a mais baixada no iTunes de 10 países da Europa, como Alemanha, França e Áustria — e Ei, Psiu! Beijo Me Liga; e as românticas, como "Coincidência" e "Pra ser perfeito (você e eu)". É claro que as letras não passam de um milímetro de profundidade — Vou te esperar na minha humilde residência/ Pra gente fazer amor/ Mas eu te peço só um pouquinho de paciência/ A cama tá quebrada e não tem cobertor, canta em Humilde Residência —, mas, com tanto sucesso, alguma coisa certa Michel Teló deve estar fazendo. Para Braulio Lorentz do G1, ir muito além do sertanejo é uma especialidade do cantor de 30 anos. Fugidinha tem pagode em seu DNA e Ai Se Eu Te Pego toma emprestado refrão funkeiro e levada de forró. Para Marcus Vinícius do portal terra Na Balada é o melhor dos três álbuns de Teló, e que o disco é muito agradável aos ouvidos, e é a prova da consolidação do cantor. O álbum é um incisivo nesse aspecto de “incorporador de ritmos”, e que não é apenas um álbum que emplacou um artista e sim um artista que emplacou um álbum.

## Alinhamento de faixas
O disco físico conta com 15 canções, já nos formatos DVD e Blu-ray o repertório tem 16 músicas, sendo a faixa bônus o primeiro sucesso da carreira solo de Teló, Ei, Psiu! Beijo Me Liga. Ainda pode ser conferido o trabalho audiovisual, o Making Of e os vídeos das músicas Ai Se Eu Te Pego e "Pra Ser Perfeito".
| CD áudio |                                          |                                                                           |         |  |
| N.º      | Título                                   | Compositor(es)                                                            | Duração |  |
| 1.       | "Ai Se Eu Te Pego"                       | Aline Medeiros Da Fonseca/Amanda Cruz/Antonio Dyggs/Karine Vinagre/Sharon | 02:50   |  |
| 2.       | "Humilde Residência"                     | Fernando/Luiz Henrique/Malcolm Lima/Tiago Marcelo                         | 03:13   |  |
| 3.       | "Coincidência"                           | Igor Fratucello                                                           | 03:03   |  |
| 4.       | "Vamo Mexê - Part. Bruninho & Davi"      | Bruninho , Henrique Borges,Victao                                         | 02:44   |  |
| 5.       | "Se Eu Não For"                          | Amanda Borges, Raynner Sousa                                              | 02:50   |  |
| 6.       | "Desce do Muro"                          | Dann Nascimento                                                           | 02:51   |  |
| 7.       | "Pra ser Perfeito"                       | Amanda Borges, Raynner Sousa, Spartaco                                    | 03:06   |  |
| 8.       | "Pensamentos Bons Part. Teófilo Teló"    | Teo                                                                       | 03:21   |  |
| 9.       | "Se Intrometeu"                          | Rodriguinho, Thiaguinho                                                   | 02:47   |  |
| 10.      | "Eu Te Amo e Open Bar"                   | Dudu Borges,Gau Cardoso,Guilherme Lopez,Nike Ribeiro E Teo                | 03:22   |  |
| 11.      | "Fugidinha"                              | Rodriguinho, Thiaguinho                                                   | 03:07   |  |
| 12.      | "Ponto Certo"                            | Daniel,Diego Damasceno                                                    | 03:16   |  |
| 13.      | "É Mara"                                 | Jonatan                                                                   | 02:53   |  |
| 14.      | "Pot-pourri: Telefone Mudo / Boate Azul" | Franco,Peão Carreiro, Benedito Seviero, Tomaz,                            | 03:28   |  |
| 15.      | "Vida Bela Vida"                         | Guilherme Rondon,Paulo Simoes                                             | 04:03   |  |

| DVD            |                                           |                                                                             |         |  |
| N.º            | Título                                    | Compositor(es)                                                              | Duração |  |
| 1.             | "Ai Se Eu Te Pego"                        | Aline Medeiros da Fonseca/Amanda Cruz/Antonio Dyggs/Karine Vinagre / Sharon | 2:26    |  |
| 2.             | "Humilde Residência"                      | Fernando/Luiz Henrique/Malcolm Lima/Tiago Marcelo                           |         |  |
| 3.             | "Coincidência"                            | Igor Fratucello                                                             |         |  |
| 4.             | "Se Intrometeu"                           | Rodriguinho /Thiaguinho                                                     |         |  |
| 5.             | "Se Eu Não For"                           | Amanda Borges/Raynner Sousa                                                 |         |  |
| 6.             | "Pra ser Perfeito"                        | Amanda Borges ,Raynner Sousa ,Spartaco                                      |         |  |
| 7.             | "Desce do Muro"                           | Dann Nascimento                                                             |         |  |
| 8.             | "Pensamentos Bons Part. Teófilo Teló"     | Teo                                                                         |         |  |
| 9.             | "Te Amo e Open Bar"                       | Dudu Borges,Gau Cardoso,Guilherme Lopez,Nike Ribeiro ,Teo                   |         |  |
| 10.            | "Fugidinha"                               | Rodriguinho e Thiaguinho                                                    | 4:13    |  |
| 11.            | "Ponto Certo"                             | Daniel/Diego Damasceno                                                      |         |  |
| 12.            | "Vamo Mexer Part. Bruninho e Davi"        | Bruninho,Henrique Borges E Victao                                           |         |  |
| 13.            | "É Mara"                                  | Jonathan                                                                    |         |  |
| 14.            | "Pot-pourri: Telefone Mudo / Boate Azul"  | Franco/Peao Carreiro /Benedito Seviero/Tomaz                                |         |  |
| 15.            | "Vida bela Vida"                          | Guilherme Rondon/Paulo Simoes                                               |         |  |
| 16.            | "Ei, Psiu! Beijo Me Liga"                 | Daniel/Diego Damasceno / Teo                                                | 04:32   |  |
| 17.            | "EXTRA: Clipe da música Pra ser Perfeito" | Amanda Borges ,Raynner Sousa ,Spartaco                                      |         |  |
| 18.            | "Vídeo da música Ai Se Eu Te Pego"        | Aline Medeiros da Fonseca/Amanda Cruz/Antonio Dyggs/Karine Vinagre / Sharon |         |  |
| 19.            | "Making of"                               |                                                                             |         |  |
| Duração total: | Duração total:                            | Duração total:                                                              | 46:33   |  |

## Performance comercial
Michel na Balada estreou no gráfico português Portuguese Álbuns Chart na vigésima sétima posição, subindo para décimo sexto na segunda semana e teve como melhor pico a segunda posição. No Portuguese DVD Chart estreou na nona posição, subindo para quinto na segunda semana e teve como melhor a terceira posição. Também debutou na trigésima quarta posição no gráfico Dutch Albums Chart dos Países Baixos. Em 23 de fevereiro estreou no álbuns mais vendidos do mundo com 20,100 cópias na 50 posição, na semana seguinte alcançou a vigésima oitava posição vendendo 34 mil cópias, ainda na terceira semana alcançou a décima nona posição com cinquenta e uma mil cópias. Em 1 de março de 2012 estreou fez sua estreia na parada Mexican Álbuns Chart na octagésima quinta posição, na segunda semana alcançou a vigésima sétima posição, na terceira semana alcançou o pico mais alto até o momento sendo a vigésima segunda posição.

## Tabelas musicais, vendas e certificações
| Tabela (2012)                                           | Melhor posição |
| ------------------------------------------------------- | -------------- |
| Alemanha - German Albums Chart                          | 11             |
| Argentina - Ranking Semanal Pop                         | 3              |
| Áustria - Austrian Albums Chart                         | 6              |
| Bélgica - Belgian Albums Chart (Flanders)               | 14             |
| Bélgica - Belgian Albums Chart (Wallonia)               | 29             |
| Brasil - Associação Brasileira dos Produtores de Discos | 1              |
| Estados Unidos - Billboard World Albums                 | 6              |
| Espanha - Spanish Albums Chart                          | 10             |
| França - French Albums Chart                            | 3              |
| Itália - Italian Albums Chart                           | 53             |
| Portugal - Portuguese Albums Chart                      | 2              |
| Portugal - Portuguese DVD Chart                         | 3              |
| Polónia - Polish Albums Chart                           | 6              |
| México - Mexican Álbuns Chart                           | 22             |
| Países Baixos - Dutch Albums Chart                      | 13             |
| Suíça - Swiss Albums Chart                              | 2              |
| Mundo - World Álbuns Chart                              | 19             |

| País / Certificadora | Certificações |
| -------------------- | ------------- |
| França / SNEP        | Ouro          |
| Portugal / AFP       | Platina       |
| Polónia / ZPAV       | Platina       |
| Suíça - IFPI Schweiz | Ouro          |

## Histórico de lançamento
| País          | Data                   | Formato          | Distribuidora |
| ------------- | ---------------------- | ---------------- | ------------- |
| Brasil        | 18 de dezembro de 2011 | CD, DVD, Blu-ray | Som Livre     |
| Portugal      | 8 de dezembro de 2011  | CD, DVD, Blu-ray | Som Livre     |
| Espanha       | 12 de janeiro de 2012  | CD, DVD, Blu-ray | Som Livre     |
| Itália        | 12 de janeiro de 2012  | CD, DVD, Blu-ray | Som Livre     |
| Áustria       | 12 de janeiro de 2012  | CD, DVD, Blu-ray | Som Livre     |
| Bélgica       | 12 de janeiro de 2012  | CD, DVD, Blu-ray | Som Livre     |
| Dinamarca     | 12 de janeiro de 2012  | CD, DVD, Blu-ray | Som Livre     |
| França        | 12 de janeiro de 2012  | CD, DVD, Blu-ray | Som Livre     |
| Alemanha      | 12 de janeiro de 2012  | CD, DVD, Blu-ray | Som Livre     |
| Grécia        | 12 de janeiro de 2012  | CD, DVD, Blu-ray | Som Livre     |
| Países Baixos | 12 de janeiro de 2012  | CD, DVD, Blu-ray | Som Livre     |
| Noruega       | 12 de janeiro de 2012  | CD, DVD, Blu-ray | Som Livre     |